# پروتئین آرژینین ان-متیل‌تراسفراز ۱
پروتئین آرژینین N-متیل‌تراسفراز ۱ (انگلیسی: Protein arginine N-methyltransferase 1) نام یک آنزیم است که در انسان توسط ژن «PRMT1» کُد می‌شود.
ژن «HRMT1L2» پروتئینی به‌نام آرژینین متیل‌ترانسفراز را کد می‌کند که عملکردی مشابه هیستون متیل‌ترانسفراز دارد و اختصاصیِ هیستون H4 است.